# STS-9
STS-9 (Space Transportation System-9) var rumfærgen Columbias sjette mission. Missionen var en rumfærge-flyvning der medbragte et rumlaboratorium Spacelab. Columbia blev opsendt d. 28. november 1983 og vendte tilbage d. 8. december 1983.
Missionsspecialisten Owen Garriott havde tidligere tilbragt 59 døgn om bord på NASA's Skylab-rumstation i 1973. Tyskeren Ulf Merbold blev den første astronaut i rummet fra Den Europæiske Rumorganisation.

## Besætning
- John W. Young (kaptajn)
- Brewster Shaw (pilot)
- Owen Garriott (missionsspecialist)
- Robert Parker (missionsspecialist)
- Ulf Merbold (ESA)
- Byron Lichtenberg (MIT-forsker)

## Missionen
Opsendelsen blev udskudt i 28 dage pga. et teknisk problem på rumfærgens løfteraketter, rumfærgen blev kørt tilbage til samlehallen (VAB) på Kennedy Space Center.
Problemer med 2 af rumfærges computere forsinkede landingen 8 timer, under landingen gik der ild i 2 af rumfærgens hjælpeaggregater (APU)

Hovedartikler: